# Seseli iliense
Seseli iliense är en växtart i släktet Seseli och familjen flockblommiga växter.
Arten är en perenn ört som förekommer i Kazakstan, Xinjiang och Mongoliet. Den beskrevs av Vladimir Lipskij 1915. Tidigare har den även förts till släktet Libanotis.